# تعلم الآلة القائم على القواعد
التعلم الآلي القائم على القواعد (RBML) هو مصطلح في علم الحاسوب يهدف إلى تضمين أي أسلوب لتعلم الآلة يعرّف أو يتعلم أو يتطور «قواعد» للتخزين أو التلاعب أو التطبيق. السمة المميزة لمتعلم الآلة المستندة إلى القواعد هي تحديد واستخدام مجموعة من القواعد العلائقية التي تمثل بشكل جماعي المعرفة التي يراها النظام. هذا على النقيض من متعلمي الآلات الآخرين الذين يحددون نموذجًا منفردًا يمكن تطبيقه عالميًا على أي مثيل من أجل إجراء تنبؤ.
تتضمن مناهج التعلم الآلي القائم على القواعد أنظمة تصنيف التعلم،  تعلم قواعد الارتباط، أنظمة المناعة الاصطناعية، وأي طريقة أخرى تعتمد على مجموعة من القواعد، كل منها يشمل المعرفة السياقية. 
في حين أن التعلم الآلي القائم على القواعد هو من الناحية المفاهيمية نوعًا من النظام القائم على القواعد، إلا أنه يتميز عن الأنظمة التقليدية المستندة إلى القواعد، والتي غالباً ما تكون مصنوعة يدوياً، وغيرها من صانعي القرارات المستندة إلى القواعد. ويرجع السبب في ذلك إلى أن التعلم الآلي القائم على القواعد يطبق شكلاً من أشكال خوارزمية التعلم لتحديد القواعد المفيدة تلقائيًا، بدلاً من الحاجة البشرية لتطبيق المعرفة السابقة للمجال لإنشاء القواعد يدويًا وتنظيم مجموعة من القواعد.

## القواعد
تأخذ القواعد عادة شكل تعبير {IF: THEN}، (على سبيل المثال IF الشرطية، THEN النتيجة). القاعدة الفردية ليست في حد ذاتها نموذجًا، لأن القاعدة قابلة للتطبيق فقط عند استيفاء شرطها. وبالتالي، فإن طرق التعلم الآلي المستندة إلى القواعد تحدد عادة مجموعة من القواعد التي تضم بشكل جماعي نموذج التنبؤ، أو قاعدة المعرفة.